# Alaa Bellaarouch
Alaa Bellaarouch (en arabe : علاء بلعروش), né le 1er février 2002 à Casablanca, est un footballeur marocain qui joue au poste de gardien de but au SC Braga.

## Biographie

### Formation à l'Académie MVI et en France
Né à Casablanca, c'est dans sa ville natale et à l'âge de dix ans qu'Alaa fait ses premières touches de balles dans les petites ruelles, que ce soit en tant que défenseur centrale comme latéral droit. C'est qu'à partir de l'âge de treize ans qu'il se convertit en tant que gardien.
Alaa Bellaarouch suit sa formation footballistique et scolarité à l'Académie Mohammed VI de football à Salé. Il reçoit une grande partie de sa formation par Najib Laarej, entraîneur des gardiens de l'académie[réf. nécessaire]. Son petit frère, Chouaib Bellaarouch, est également gardien de but et formé dans cette académie.

### RC Strasbourg et prêt
En 2020, il quitte le Maroc pour poursuivre sa formation au RC Strasbourg, évoluant ainsi en équipe réserve au cinquième niveau amateur. Dérangé par le froid et la barrière de la langue, Alaa parvient tout de même à s'intégrer en faisant plusieurs bancs en Ligue 1, sans pour autant faire de début en professionnel.
Lors de la saison 2022-23, il est prêté durant une saison au Stade briochin en National. En début de saison, lors des matchs amicaux de la pré-saison, il se blesse à l'avant-bras et rate son début de saison. De retour et ayant disputé quatorze rencontres, il se blesse à la cheville en fin de saison et rate quelques matchs. Il est ainsi remplacé par son concurrent Sonny Laiton. L'entraîneur des gardiens de Strasbourg Stéphane Cassard déclare à propos de la venue d'Alaa : « Quand je suis arrivé à Strasbourg, on m’a dit qu’il y avait un gardien très prometteur. L’an dernier, il a fait des bancs en Ligue 1 mais il faut qu’il joue. C’est parce que l’on croit en lui qu’on l’a prêté à Saint-Brieuc. »[réf. nécessaire].
Lors de la pré-saison 2023-24, il dispute le premier match amical du RC Strasbourg en tant que titulaire sous la houlette du nouvel entraîneur Patrick Vieira contre le TSG 1899 Hoffenheim avant de céder sa place à la mi-temps sur un clean-sheet. Le match est remporté par les Strasbourgeois sur le score de 2-1.
Le 2 février 2024, après le départ du gardien titulaire Matz Sels, Bellaarouch, alors deuxième gardien, devient gardien titulaire lors de la réception du Paris Saint-Germain et parvient, pour son premier match en Ligue 1, à arrêter un penalty de Kylian Mbappé en première mi-temps, malgré une défaite 1-2,.
Malgré ces débuts encourageants, il fera une première demi-saison décevante en encaissant de nombreux buts évitables. Le Racing obtiendra difficilement son maintien à la fin de la saison en grande partie grâce aux performances de son prédécesseur Matz Sels, parti pendant la trêve hivernale.

### Équipe du Maroc
Bellaarouch reçoit cinq sélections avec le Maroc -15 ans.
Bellaarouch reçoit ensuite une convocation avec l'équipe du Maroc -17 ans en 2018 de la part du sélectionneur Jamal Sellami pour participer au tournoi UNAF qualificatif pour la Coupe d'Afrique des nations. Faisant face à l'Algérie -17 ans (victoire, 5-2), la Tunisie -17 ans (victoire, 1-0) et la Libye -17 ans  (victoire, 1-0), les Marocains remportent le tournoi grâce à trois victoires sur trois matchs,. En avril 2019, Bellaarouch est officiellement sélectionné pour prendre part à la Coupe d'Afrique des nations en Tanzanie. Les Marocains sont éliminés au premier tour en terminant à la quatrième et dernière place du classement de sa poule composée du Cameroun -17 ans (défaite, 2-1), la Guinée -17 ans (défaite, 1-0) et le Sénégal -17 ans (match nul, 1-1),.
En octobre 2021, il figure pour la première fois sur la liste du Maroc olympique concoctée par Hicham Dmii pour un stage de préparation au Centre sportif de Maâmora à Salé du 4 au 12 octobre.
Le 9 juin 2023, il figure sur la liste définitive d'Issame Charaï pour prendre part à la Coupe d'Afrique U23 qui a lieu au Maroc. Les matchs de phase de groupe ont lieu en fin de mois de juin contre la Guinée olympique, le Ghana olympique et le Congo olympique au Complexe sportif Moulay-Abdallah de Rabat. Titularisé d'entrée en match d'ouverture face à la Guinée olympique (victoire, 2-1), il fait une bonne impression et reçoit une deuxième titularisation contre le Ghana olympique, validant ainsi son ticket pour les demi-finales de la compétition après une victoire de 5-1,. Le troisième match contre le Congo olympique est joué par son concurrent Elias Mago qui parvient à faire un clean-sheet (victoire, 1-0). En demi-finale contre le Mali olympique, il est titularisé derrière une défense centrale composée de Mehdi Boukamir et Chadi Riad. Il dispute 120 minutes avant une séance victorieuse de tirs au but après un match nul de 2-2. Il parvient ainsi à valider une qualification officielle aux Jeux olympiques d'été de 2024 à Paris ainsi qu'une finale contre l'Égypte olympique. La finale est remportée par le Maroc en prolongation contre l'Égypte olympique grâce à un but d'Oussama Targhalline (victoire, 2-1),.
Sélectionné en septembre 2023, il dispute un match amical le 7 septembre contre le Brésil olympique à Fès en étant titularisé par Issame Charaï (victoire, 1-0),. Un deuxième match amical prévu le 11 septembre dans la même ville est annulé par la fédération marocaine à la suite du séisme au Maroc,.

## Palmarès
Maroc -17 ans
- Tournoi UNAF :
  - Champion : 2018.

 Maroc -23 ans
- Coupe d'Afrique des nations :
  -  Vainqueur : 2023.